# Dia de Theodor Herzl
El Dia de Theodor Herzl és un dia de festa nacional israeliana en commemoració de l'aniversari del líder sionista Theodor Herzl. El 2004 va decidir la Kenésset (parlament israelià) que el dia 10 del mes de Iar hebreu (generalment al maig del calendari cristià), es commemoraria l'aniversari de Herzl. La celebració es duu a terme al cementiri de la ciutat santa de Jerusalem, a on en Herzl va ser enterrat. A les casernes militars i les escoles, inclou diverses activitats, i xerrades sobre la visió i la tradició sionista que Herzl va crear.